# バビロン (2022年の映画)
『バビロン』（Babylon）は、2022年のアメリカ合衆国のドラマ映画。監督と脚本はデイミアン・チャゼル、主演はブラッド・ピット、マーゴット・ロビー。本作に出演しているトビー・マグワイアはエグゼクティブ・プロデューサーを務めている。
アメリカでは2022年12月25日にパラマウント・ピクチャーズによって公開された。
日本では、過激な性愛描写の数々によりR15+に指定されている。しかし、当初ドルビーシネマに配給された素材は必要な修正がなされていないR18+相当の内容であり、事態が発覚した2月14日から16日まではR18+として上映された。17日以降は新たに配給されたR15+の修正版本編に差し替えられた。また、日本国内盤のBlu-rayおよびDVDソフトには、無修正版ではなく修正版の本編が収録されている。

## あらすじ
1926年のカリフォルニア州。メキシコ人の青年マニー（ディエゴ・カルバ）は、映画スタジオの重役が豪邸で開いたパーティーにスタッフとして雇われる。招待状のない「はすっぱ」な女性ネリー・ラロイ（マーゴット・ロビー）を独断で屋敷に招き入れる。そこでマニーは、女優志願のネリーと意気投合した。
翌日に撮影を控えた若い女優が、屋敷内で麻薬中毒により意識不明となった。重役はパーティーで目立っていたネリー・ラロイを急遽、代役に選ぶ。ネリーは酒場で踊るだけの役だが体当たりで演じ、新人女優としてチャンスを掴む。
ある日、パーティーに参加していた無声映画スターのジャック・コンラッド（ブラッド・ピット）が酔い潰れ、マニーは自宅まで送る役目を命じられる。長く続く重要な仕事に携わりたいという夢を持つマニーは、そのままコンラッドに付いて撮影現場に向かい、雑用を有能にこなすことでスタッフとして採用された。
1927年、トーキー映画が発明された。コンラッドも喋る演技に挑戦したものの、映画は不評続きでトップスターの地位も揺らぎ始めるコンラッド。ネリーも「カエル声」と揶揄され、持ち味だった「はすっぱ」な演技も飽きられた。
一方でマニーは、MGMの企画部の一員として画面に映らない音楽担当だった黒人トランペッターのシドニー・パーマーに注目する。シドニーを主役に据えた短編映画は大ヒットし、一躍スターとなったシドニーは広い屋敷と高級車を与えられた。
その後、マニーは、ライバル会社であるキノスコープ社に引き抜かれたネリーと再会する。落ち目なネリーを女優として返り咲かせるために、上品な路線へのイメージチェンジが図られたものの、本人はそれに耐えられずに重要なパーティーで醜態を晒してしまう。
1932年、コンラッドは主演映画の立て続けの失敗から、ゴシップ誌に「終わりだ」と書き立てられ、ついには拳銃自殺をする。また、黒人であるシドニーは、バックバンドの黒人たちに比べて肌の色が「白人っぽい」からと、映画撮影で黒いドーランを塗らされたことを屈辱と受け止め、映画界から去る。一方、ネリーは博打と麻薬に溺れ、ギャングの経営する賭博場で返済できないほどの借金を作ってしまい、マニーに助けを求める。ネリーを愛するマニーは、泣きついて来た彼女を見捨てられず、映画のスタッフに金策を依頼した。スタッフから撮影用の偽札を渡されたことに気づかぬまま、マニーはそれをカバンに詰めてギャングのもとを訪れてしまい、相手を怒らせてしまう。マニーはギャングから逃げるべく、ネリーを連れてメキシコへ行こうとするが、彼女は彼の優しさに耐えきれず姿を消す。そして、彼女が自身の不注意で殺害された後、マニーはロサンゼルスから脱出する。そのころシドニーは、小さなライブハウスで幸せそうにトランペットを演奏していた。
20年後の1952年、マニーはニューヨークでオーディオ専門店を経営していた。ある日、彼は妻子を連れてロサンゼルスに旅行に行く。家族と離れた後、マニーは一人で映画館に入り、映画がトーキーに移り変わる騒動を描いた『雨に唄えば』を鑑賞しつつ、携わった長く続く映画の歴史に思いを馳せ、涙を流す。

## キャスト
ジャック・コンラッド
演 - ブラッド・ピット、日本語吹替 - 堀内賢雄
サイレント映画の頂点に立つ大スター。ジョン・ギルバートを元にしたキャラクター。
ネリー・ラロイ
演 - マーゴット・ロビー、日本語吹替 - 東條加那子
ニュージャージー州の田舎出身の承認欲求が強い女優志望の女性。クララ・ボウを元にしたキャラクター。
マニー・トレス
演 - ディエゴ・カルバ、日本語吹替 - 小林親弘
正式名称はマヌエル・トレス。12歳の時に渡米したメキシコ移民。ハリウッド映画界に憧れ、メインスタッフとして働くことを夢見ている。当初は映画プロデューサーの家事手伝いをやっていたが、酔っぱらったジャックを送り迎えした事で気に入られ、彼の付き人となり、次第に映画プロデューサーへと出世して行く。
エリノア・セント・ジョン
演 - ジーン・スマート、日本語吹替 - 一城みゆ希
あらゆるパーティに出没する扇情主義者のジャーナリスト。
シドニー・パーマー
演 - ジョヴァン・アデポ、日本語吹替 - 江頭宏哉
ジャズ・トランペット奏者。ルイ・アームストロングを元にしたキャラクター。
レディ・フェイ・ジュー
演 - リー・ジュン・リー、日本語吹替 - 渋谷はるか
中国系のサイレント映画の字幕制作者にして、歌手。レズビアン。
ジェームズ・マッケイ
演 - トビー・マグワイア、日本語吹替 - 内田夕夜
ギャングのボス。
マックス
演 - P・J・バーン、日本語吹替 - 森宮隆
サイレント映画の助監督。
ジョージ・マン
演 - ルーカス・ハース、日本語吹替 - 真殿光昭
映画プロデューサーでジャックの友人。失恋しては自殺未遂を起こす悪癖がある。ジャックの才能を見出して長年スターとしてプロデュースして来た大事な人物でもあった。
ルース・アドラー
演 - オリヴィア・ハミルトン、日本語吹替 - 和優希
サイレント映画の監督。ドロシー・アーズナーを元にしたキャラクター。演じるハミルトンはデミアン・チャゼルの妻。
アーヴィング・タルバーグ
演 - マックス・ミンゲラ
スタジオの重役。
伯爵 (The Count)
演 - ローリー・スコーヴェル、日本語吹替 - 祐仙勇
ネリーにドラッグを売る役者。
エステル
演 - キャサリン・ウォーターストン
舞台女優でジャックの妻。
ボブ・レヴィン
演 - フリー
スタジオの重役。
ドン・ウォラック
演 - ジェフ・ガーリン
スタジオの重役。
ロバート・ロイ
演 - エリック・ロバーツ
ネリーの父でマネージャ。
ウィルソン
演 - イーサン・サプリー
マッケイの部下。
コンスタンス・ムーア
演 - サマラ・ウィーヴィング
ネリーのライバルの女優。
アイナ・コンラッド
演 - オリヴィア・ワイルド 、日本語吹替 - 東内マリ子
ジャックの元妻（エステルの前の前）。
オットー・フォン・シュトラスベルガー
演 - スパイク・ジョーンズ、日本語吹替 - 烏丸祐一
ドイツ人映画監督。
マリオン・デイヴィス
演 - クロエ・ファインマン
女優。
ジェーン・ソーントン
演 - フィービー・トンキン、日本語吹替 - 金香里
パーティで過剰摂取によって意識不明となったために降板させられた女優。
オーヴィル・ピックウィック
演 - トロイ・メトカーフ
ジェーンと共にパーティを楽しんでいた巨漢の俳優。
エルウッド
演 - パトリック・フュジット
警察官。
プロデューサー
演 - マーク・プラット

## 公開
当初は2021年12月25日に限定公開、2022年1月7日に拡大公開が予定されていたがCOVID-19パンデミックのため2022年12月25日に限定公開、2023年1月6日に拡大公開に変更された。
日本公開時には『BLUE GIANT』とコラボした予告編が公開され、同作の主人公である宮本大を演じた山田裕貴と、ブラッド・ピットの本人公認の吹替声優である堀内賢雄の両名がナレーションを務めた。
ドルビーシネマのみ、公開1週目は配給側の手違いによりR18+指定相当の無修正版本編が上映された。

### 興行収入
本作は公開初週末に1200~1500万ドル前後を稼ぎ出すと予想されていたが、実際の数値はそれを大きく下回るものとなった。本作は米国とカナダで『ホイットニー・ヒューストン I WANNA DANCE WITH SOMEBODY』と同日に公開された。公開初週の推定興行収入は350万ドル（公開4日間で530万ドル）で、週末興行収入ランキング初登場4位となった。
本作の興行不振については、記録的な大寒波（2022年12月北アメリカ寒波）が公開時期と重なった事や、COVID-19の感染拡大及びインフルエンザウイルス・RSウイルスの流行が影響した事が理由として挙げられている。
全世界の累計興行収入は6337万ドルとなっており、8000万ドル近い制作費を回収することはできず、本作の興行成績はボックスオフィス・ボムとなった。

## 作品の評価
映画批評集積サイトのRotten Tomatoesには344件のレビューがあり、批評家支持率は56%、平均点は10点満点で6.4点となっている。また、Metacriticには63件のレビューがあり、加重平均値は60/100となっている。

### 映画賞
| 賞                                                | 部門                            | 対象者                                                                                     | 結果       |
| ------------------------------------------------- | ------------------------------- | ------------------------------------------------------------------------------------------ | ---------- |
| 第95回アカデミー賞                                | 作曲賞                          | ジャスティン・ハーウィッツ                                                                 | ノミネート |
| 第95回アカデミー賞                                | 美術賞                          | フロレンシア・マーティン                                                                   | ノミネート |
| 第95回アカデミー賞                                | 衣装デザイン賞                  | メアリー・ゾフレス                                                                         | ノミネート |
| 第80回ゴールデングローブ賞                        | 作曲賞                          | ジャスティン・ハーウィッツ                                                                 | 受賞       |
| 第80回ゴールデングローブ賞                        | 作品賞                          |                                                                                            | ノミネート |
| 第80回ゴールデングローブ賞                        | 主演女優賞                      | マーゴット・ロビー                                                                         | ノミネート |
| 第80回ゴールデングローブ賞                        | 主演男優賞                      | ディエゴ・カルバ                                                                           | ノミネート |
| 第80回ゴールデングローブ賞                        | 助演男優賞                      | ブラッド・ピット                                                                           | ノミネート |
| サテライト賞                                      | 主演女優賞                      | マーゴット・ロビー                                                                         | ノミネート |
| サテライト賞                                      | 主演男優賞                      | ディエゴ・カルバ                                                                           | ノミネート |
| サテライト賞                                      | 助演女優賞                      | ジーン・スマート                                                                           | ノミネート |
| サテライト賞                                      | 作曲賞                          | ジャスティン・ハーウィッツ                                                                 | ノミネート |
| サテライト賞                                      | 撮影賞                          | リヌス・サンドグレン                                                                       | ノミネート |
| サテライト賞                                      | 音響賞                          | スティーブ・モロー アン=リン・リー ミルドレッド・イアットルー・モーガン アンディ・ネルソン | ノミネート |
| サテライト賞                                      | 視覚効果賞                      | ジェイ・クーパー エリア・ポポフ ケビン・マーテル エブラヒム・ジャロミ                      | ノミネート |
| サテライト賞                                      | 美術賞                          | フロレンシア・マーティン アントニー・カルリーノ                                            | ノミネート |
| サテライト賞                                      | 衣装デザイン賞                  | メアリー・ゾフレス                                                                         | ノミネート |
| 第28回クリティクス・チョイス・アワード            | 作品賞                          |                                                                                            | ノミネート |
| 第28回クリティクス・チョイス・アワード            | 主演女優賞                      | マーゴット・ロビー                                                                         | ノミネート |
| 第28回クリティクス・チョイス・アワード            | 監督賞                          | デイミアン・チャゼル                                                                       | ノミネート |
| 第28回クリティクス・チョイス・アワード            | 撮影賞                          | リヌス・サンドグレン                                                                       | ノミネート |
| 第28回クリティクス・チョイス・アワード            | 衣装デザイン賞                  | メアリー・ゾフレス                                                                         | ノミネート |
| 第28回クリティクス・チョイス・アワード            | 編集賞                          | トム・クロス                                                                               | ノミネート |
| 第28回クリティクス・チョイス・アワード            | メイクアップ&ヘアスタイリング賞 |                                                                                            | ノミネート |
| 第28回クリティクス・チョイス・アワード            | 作曲賞                          | ジャスティン・ハーウィッツ                                                                 | ノミネート |
| 第28回クリティクス・チョイス・アワード            | 美術賞                          | フロレンシア・マーティン アントニー・カルリーノ                                            | ノミネート |
| オーストラリア映画テレビ芸術アカデミー賞          | 主演女優賞                      | マーゴット・ロビー                                                                         | ノミネート |
| オーストラリア映画テレビ芸術アカデミー賞          | 助演男優賞                      | ブラッド・ピット                                                                           | ノミネート |
| オーストラリア映画テレビ芸術アカデミー賞          | 助演女優賞                      | ジーン・スマート                                                                           | ノミネート |
| ボストン・オンライン映画批評家協会                | 作曲賞                          | ジャスティン・ハーウィッツ                                                                 | 受賞       |
| 第35回シカゴ映画批評家協会賞                      | 作曲賞                          | ジャスティン・ハーウィッツ                                                                 | 受賞       |
| 第35回シカゴ映画批評家協会賞                      | 撮影賞                          |                                                                                            | ノミネート |
| 第35回シカゴ映画批評家協会賞                      | 衣装デザイン賞                  | メアリー・ゾフレス                                                                         | ノミネート |
| 第35回シカゴ映画批評家協会賞                      | 編集賞                          | トム・クロス                                                                               | ノミネート |
| 第35回シカゴ映画批評家協会賞                      | 美術賞                          | フロレンシア・マーティン エリック・サンダール                                              | ノミネート |
| 第28回ダラス・フォートワース映画批評家協会賞      | 作品賞                          |                                                                                            | ノミネート |
| 第27回フロリダ映画批評家協会賞                    | 美術賞                          | フロレンシア・マーティン アントニー・カルリーノ                                            | 受賞       |
| 第27回フロリダ映画批評家協会賞                    | 作曲賞                          | ジャスティン・ハーウィッツ                                                                 | ノミネート |
| 第27回フロリダ映画批評家協会賞                    | アンサンブル賞                  |                                                                                            | ノミネート |
| ウエスタン・ニューヨーク映画批評家協会賞          | 作品賞                          |                                                                                            | ノミネート |
| ウエスタン・ニューヨーク映画批評家協会賞          | 主演男優賞                      | ディエゴ・カルバ                                                                           | ノミネート |
| ウエスタン・ニューヨーク映画批評家協会賞          | 主演女優賞                      | マーゴット・ロビー                                                                         | ノミネート |
| ウエスタン・ニューヨーク映画批評家協会賞          | 撮影賞                          | リヌス・サンドグレン                                                                       | ノミネート |
| ウエスタン・ニューヨーク映画批評家協会賞          | 編集賞                          | トム・クロス                                                                               | ノミネート |
| ウエスタン・ニューヨーク映画批評家協会賞          | 作曲賞                          |                                                                                            | ノミネート |
| 第6回ハリウッド批評家協会映画賞                   | ベストアンサンブルキャスト賞    |                                                                                            | ノミネート |
| 第1回ハリウッド批評家協会クリエイティブ・アーツ賞 | 衣装デザイン賞                  | メアリー・ゾフレス                                                                         | ノミネート |
| 第1回ハリウッド批評家協会クリエイティブ・アーツ賞 | 美術賞                          | フロレンシア・マーティン アントニー・カルリーノ                                            | ノミネート |
| 第1回ハリウッド批評家協会クリエイティブ・アーツ賞 | 作曲賞                          | ジャスティン・ハーウィッツ                                                                 | ノミネート |
| 第5回ハリウッド批評家協会ミッドシーズン映画賞     | 衣装デザイン賞                  | メアリー・ゾフレス                                                                         | ノミネート |
| 第5回ハリウッド批評家協会ミッドシーズン映画賞     | 美術賞                          | フロレンシア・マーティン アントニー・カルリーノ                                            | ノミネート |
| 第5回ハリウッド批評家協会ミッドシーズン映画賞     | 作曲賞                          | ジャスティン・ハーウィッツ                                                                 | ノミネート |
| 第26回ラスベガス映画批評家協会賞                  | 美術賞                          | フロレンシア・マーティン アントニー・カルリーノ                                            | 受賞       |
| 第26回ラスベガス映画批評家協会賞                  | 衣装デザイン賞                  | メアリー・ゾフレス                                                                         | ノミネート |
| ニューヨーク映画批評家協会賞                      | 作品賞                          |                                                                                            | 受賞       |
| ノースカロライナ映画批評家協会賞                  | 撮影賞                          | リヌス・サンドグレン                                                                       | ノミネート |
| ノースカロライナ映画批評家協会賞                  | 編集賞                          | トム・クロス                                                                               | ノミネート |
| ノースカロライナ映画批評家協会賞                  | 衣装デザイン賞                  | メアリー・ゾフレス                                                                         | ノミネート |
| ノースカロライナ映画批評家協会賞                  | メイクアップ&ヘアスタイリング賞 |                                                                                            | ノミネート |
| ノースカロライナ映画批評家協会賞                  | 美術賞                          | フロレンシア・マーティン アントニー・カルリーノ                                            | ノミネート |
| ノースカロライナ映画批評家協会賞                  | 作曲賞                          | ジャスティン・ハーウィッツ                                                                 | ノミネート |
| フェニックス映画批評家協会                        | 作曲賞                          | ジャスティン・ハーウィッツ                                                                 | 受賞       |
| フェニックス映画批評家協会                        | 撮影賞                          | リヌス・サンドグレン                                                                       | ノミネート |
| フェニックス映画批評家協会 ソサエティ・アワーズ   | 作品賞トップ10                  |                                                                                            | 受賞       |
| フェニックス映画批評家協会 ソサエティ・アワーズ   | 作曲賞                          | ジャスティン・ハーウィッツ                                                                 | 受賞       |
| フェニックス映画批評家協会 ソサエティ・アワーズ   | 美術賞                          | フロレンシア・マーティン                                                                   | 受賞       |
| セントルイス映画批評家協会                        | 作曲賞                          | ジャスティン・ハーウィッツ                                                                 | ノミネート |